# 4705 Secchi
4705 Secchi eller 1988 CK är en asteroid i huvudbältet som upptäcktes den 13 februari 1988 av San Vittore-observatoriet i Bologna. Den är uppkallad efter den italienska astronomen Angelo Secchi.
Asteroiden har en diameter på ungefär 5 kilometer.